# Trung tâm viễn thông

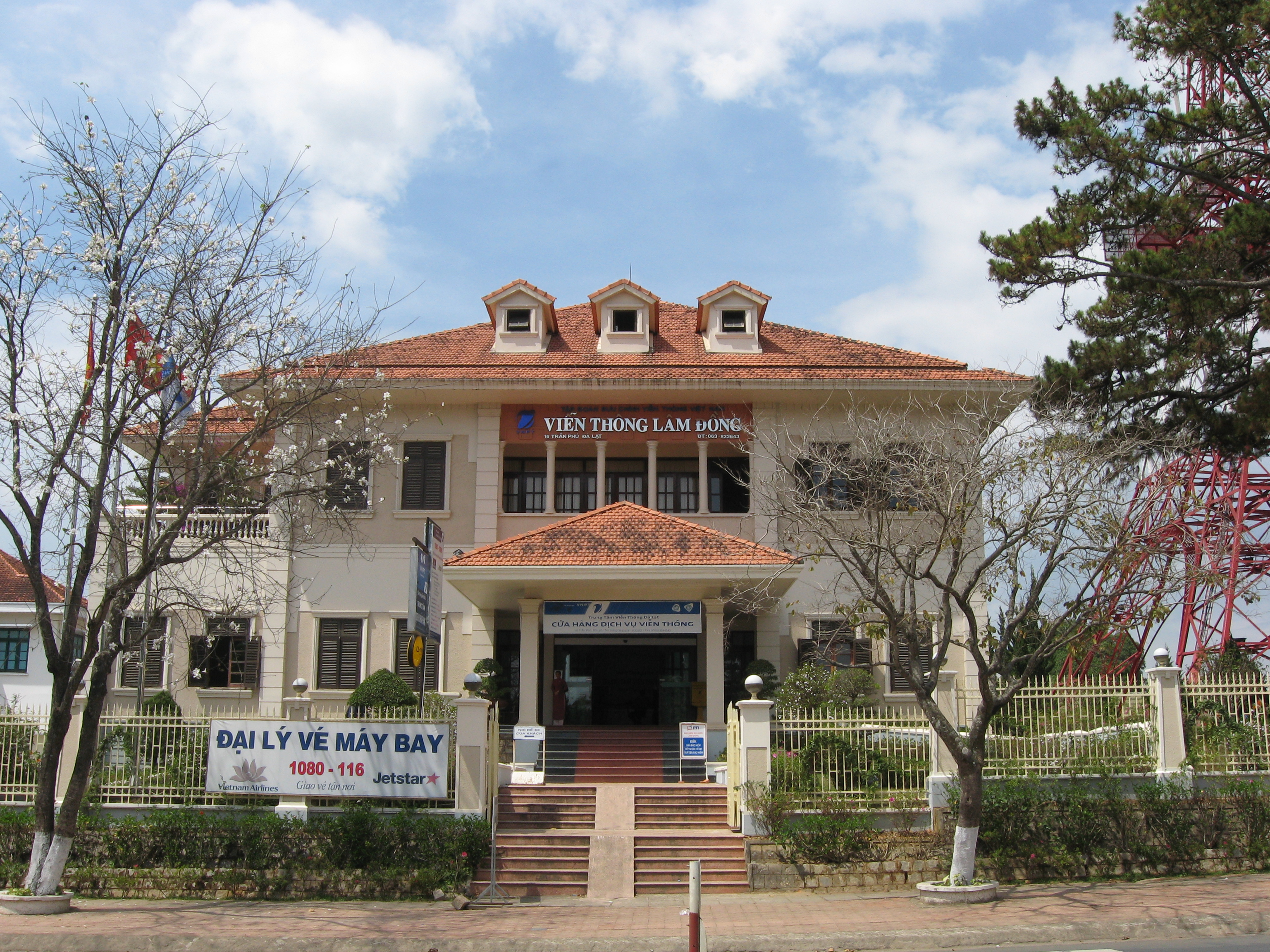
Trung tâm Viễn thông Đà Lạt

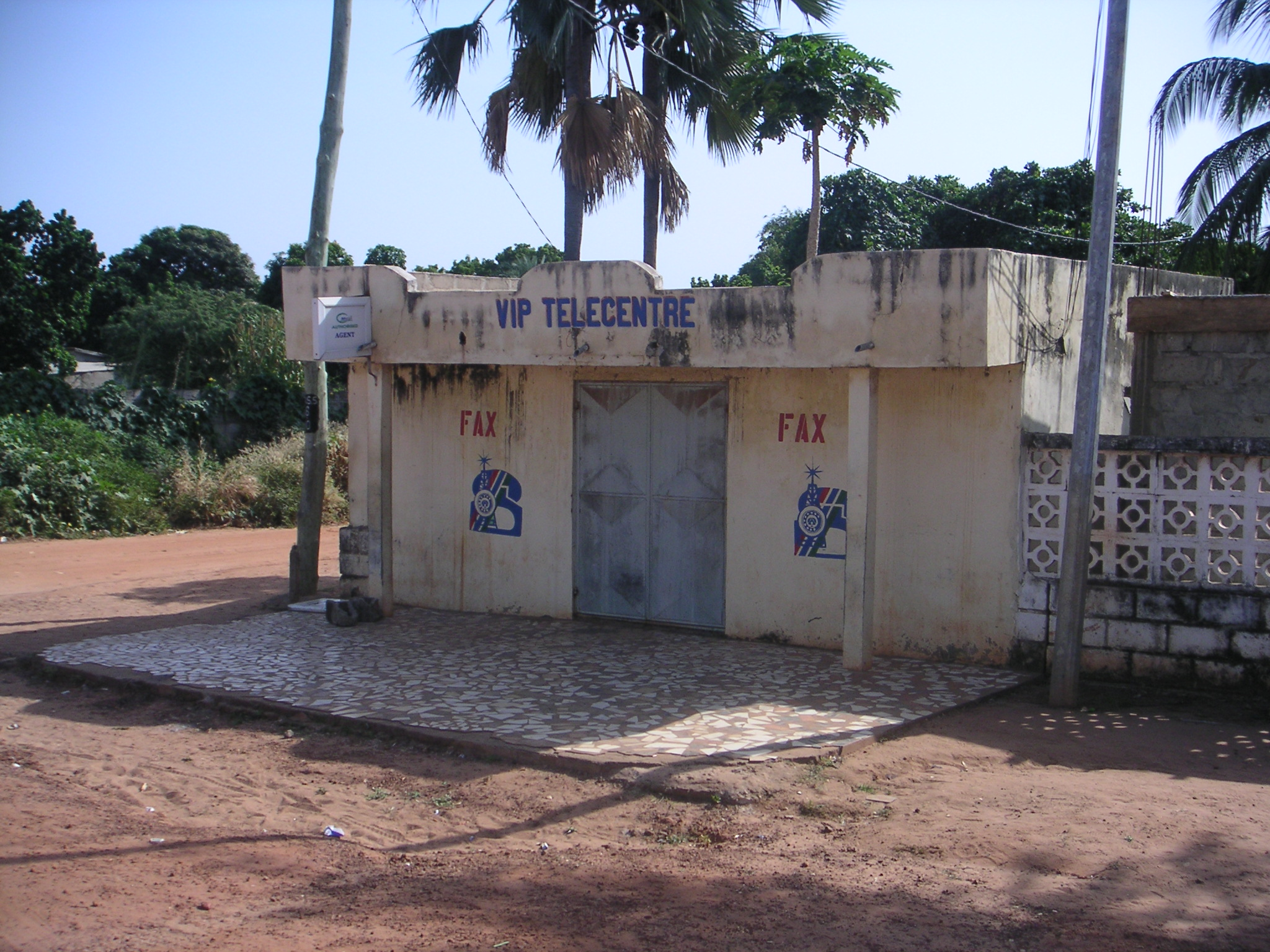
Trung tâm viễn thông ở Gambia

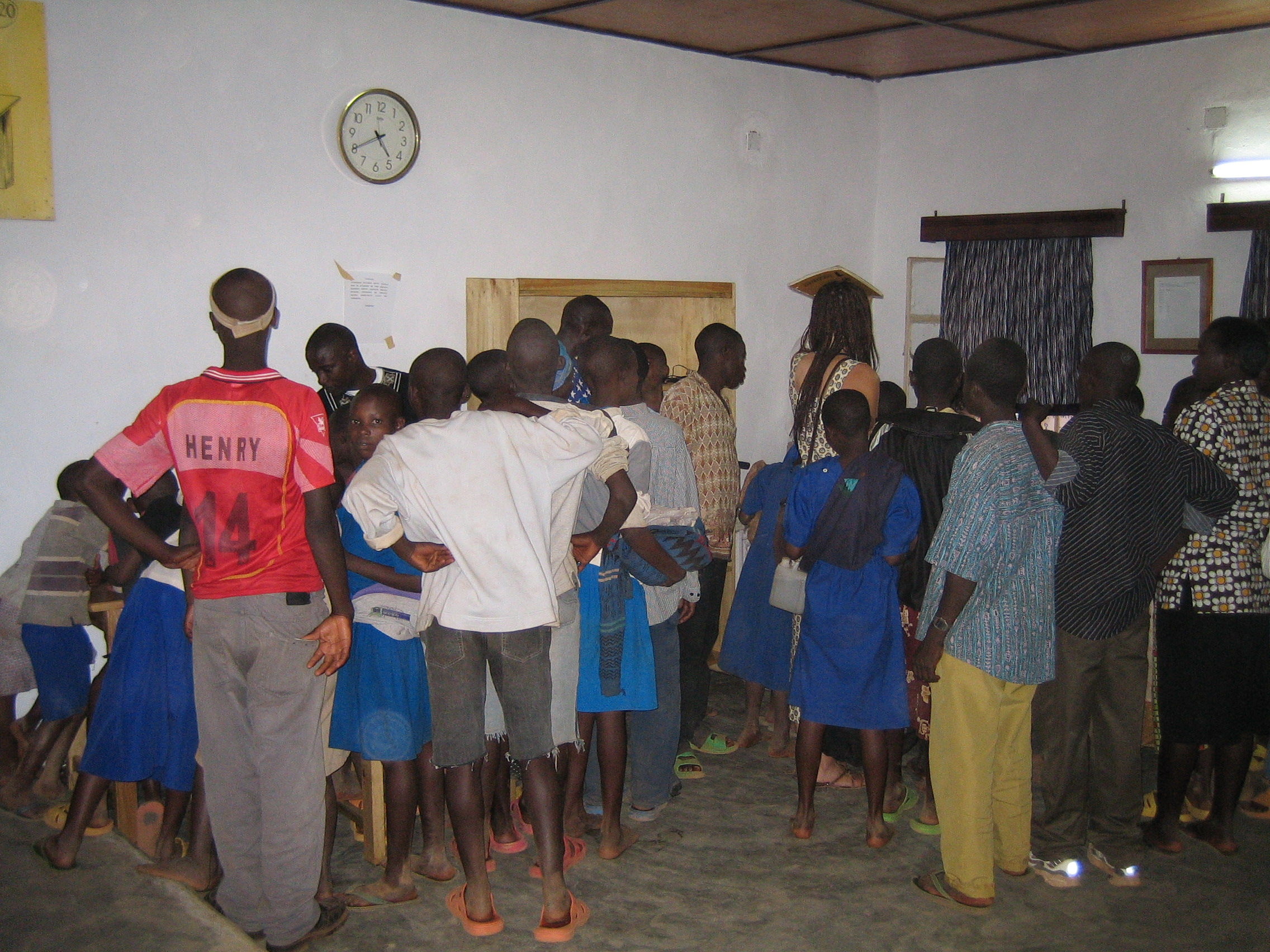
Người dân tụ tập tại Trung tâm viễn thông Maraba

Trung tâm viễn thông (Telecentre) là một địa điểm công cộng nơi mọi người có thể truy cập máy tính, Internet (gọi là nhà mạng) và các công nghệ kỹ thuật số khác cho phép họ thu thập thông tin, sáng tạo nội dung, học hỏi và giao tiếp với người khác trong khi họ phát triển các kỹ năng kỹ thuật số cần thiết. Trọng tâm chung của các trung tâm viễn thông là sử dụng các công nghệ kỹ thuật số để hỗ trợ phát triển cộng đồng, kinh tế, giáo dục và xã hội, giảm sự cô lập, thu hẹp khoảng cách số, thúc đẩy các vấn đề sức khỏe, tạo ra các cơ hội kinh tế, tận dụng công nghệ thông tin truyền thông để phát triển (ICT4D) và trao quyền cho thanh thiếu niên. Trên toàn thế giới, một số trung tâm viễn thông bao gồm các trung tâm do tổ chức phi chính phủ (NGO) tài trợ, trung tâm do chính quyền địa phương xây dựng, các trung tâm viễn thông hoạt động vì mục đích thương mại, các trung tâm viễn thông tại các trường học và trường đại học.

## Đại cương
Các trung tâm viễn thông hiện diện ở hầu hết mọi quốc gia, mặc dù đôi khi chúng có tên gọi khác nhau bao gồm trung tâm truy cập internet công cộng (PIAP), trung tâm kiến thức làng xã, trung tâm thông tin, nhà viễn thông (Telecottage), Hội trường làng điện tử, trung tâm công nghệ cộng đồng (CTC), trung tâm đa phương tiện cộng đồng (CMC), trung tâm viễn thông cộng đồng đa năng (MCT), Trung tâm dịch vụ công dân công cộng (CSC) và trung tâm viễn thông tại trường học. Nguồn gốc của phong trào trung tâm viễn thông telecentre có thể bắt nguồn từ telecottage và Electronic Village Halls (ban đầu ở Đan Mạch) và Trung tâm công nghệ cộng đồng (CTC) ở Hoa Kỳ, cả hai đều xuất hiện vào những năm 1980 do những tiến bộ trong công nghệ máy tính. 
Vào thời điểm máy tính đã có sẵn nhưng vẫn chưa phải là hàng hóa gia dụng phổ biến, việc công chúng tiếp cận máy tính đã xuất hiện như một giải pháp. Ngày nay, mặc dù việc sở hữu máy tính tại nhà rất phổ biến ở Hoa Kỳ và các nước công nghiệp khác, nhưng vẫn cần có quyền truy cập công cộng miễn phí vào máy tính, cho dù là tại các CTC, nhà nghỉ từ xa hay thư viện công cộng để đảm bảo rằng mọi người đều có quyền truy cập vào các công nghệ đã trở nên thiết yếu. Ngoài ra, còn có các CTC nằm ở hầu hết các tiểu bang của Úc, chúng còn được gọi là Trung tâm tài nguyên cộng đồng Tây Úc (thường được viết tắt là CRC) cung cấp công nghệ, tài nguyên, chương trình đào tạo và giáo dục cho các cộng đồng ở các vùng nông thôn, vùng sâu vùng xa. Ngoài sự khác biệt về tên gọi, các trung tâm truy cập ICT công cộng rất đa dạng, khác nhau về đối tượng khách hàng mà họ phục vụ, các dịch vụ mà họ cung cấp cũng như mô hình kinh doanh hoặc tổ chức của họ. 